# Shiloh Jonze
Shiloh Jonze (Seattle, ...) è un wrestler statunitense.
Attualmente, è sotto contratto con la Ohio Valley Wrestling e lotta con il ring name di Shiloh Jonze.

## Carriera

### Derby City Wrestling (2008)
Jonze fa il suo debutto nel mondo del wrestling come Shiloh Mount il 26 gennaio 2008, lottando un match e perdendo contro il suo allenatore Buddy Wayne. Due mesi dopo, il 9 marzo, ha il suo secondo match, in coppia con Bryan Alvarez, perdendo contro Chris del Sol e Matt Farmer. Il 17 aprile, debutta anche per la Derby City Wrestling, lottando come Shiloh, perdendo contro Mr. Cosmo. La settimana dopo, Shiloh e Supergloves Dos perdono contro Indian Outlaw e Lennox Lightfoot. Dopo aver perso contro Brandon Kaplan, ottiene la sua prima vittoria contro The Outlaw il 15 maggio 2008. Successivamente, inizia una Winning Streak nella Derby City Wrestling, sconfiggendo Sergio, Dre Blitz per due volte, Supergloves Dos, Richard Cranium e Sucio. La Winning Streak finisce quando perde un Submission Match contro Sucio. Poco dopo, abbandona la Derby City Wrestling e passa in pianta stabile alla Ohio Valley Wrestling.

### Ohio Valley Wrestling (2008 - Presente)
Jonze firma per la OVW nel 2008 e debutta il 22 maggio con il ring name di Shiloh battendo Super Gloves II. Ottiene subito una chance per conquistare i titoli di coppia insieme a Sergio ma i due vengono sconfitti da Pat Buck e Rob Conway. Perde poi contro Scott Cardinal e contro Al Barone. Il 10 settembre, prende parte ad una battle royal che viene vinta da Jamin Olivencia. Il 1º ottobre perde contro Johnny Punch. L'8 novembre, prova a conquistare il Television Title ma perde contro il campione Igotta Brewski. Il 12 novembre, perde contro Debo e il 27 dello stesso mese contro Kamikaze Kid e Sucio insieme al Rojo Uno in un match di coppia. All'OVW 500th TV Tapings prende parte alla Steel Cage Battle Royal che viene vinta da J.D. Maverick. Il 22 aprile 2009, perde contro Damon Lewis. Dopo questo match, Shiloh si prende una piccola pausa. A inizio 2010, torna in OVW battendo Kamikaze Kid il 17 febbraio e vincendo l'OVW Television Championship. Perde però il titolo dopo solo una settimana contro lo stesso Kid. Cambia poi il suo ring name di Shiloh Jonze e prende parte ad una battle royal il 28 luglio che viene vinta da Rudy Switchblade. Il 2 marzo 2011, viene battuto da Cliff Compton e il 9 da Mike Mondo. Il 2 aprile, perde contro Jason Wayne e, tre giorni dopo, perde un 8-man tag team match insieme ad Adam Revolver, Ted McNaler e Mohamad Ali Vaez contro la squadra di Jason Wayne, Michael Hayes, Paredyse e Raul LaMotta. Successivamente, forma un tag team con Johnny Spade ma i due perdono diverse volte contro Revolver e McNaler. Ha poi una faida con Spade che viene vinta da quest'ultimo. Fra marzo e aprile, inanella diverse sconfitte contro Michael Hayes, Paredyse, Christopher Silvio ed Elvis Pridemoore. All'OVW Saturday Night Special del 3 settembre, Jonze, Ryan Howe, Pridemoore e Benjamin Bray battono Andrew Patton, Christopher Silvio, Nick Dumeyer e Tony Gunn. Il 14 settembre, batte Andreas Rossi. Il 1º ottobre, in seguito al rapporto di scambio talenti fra OVW e Ring of Honor, Shiloh fa il suo debutto per la federazione di Philadelphia, perdendo contro Michael Elgin. Nella sua seconda apparizione per la ROH, perde ancora contro Tommaso Ciampa. All'OVW Saturday Night Special del 3 dicembre 2011, Spade e Jonze battono Adam Revolver & Ted McNaler e James Onno & Tony Gunn conquistando gli OVW Southern Tag Team Championship. In coppia, battono Andrew Patton e Nick Dumeyer e difendono i titoli contro Revolver e McNaler. A OVW Steel Cage Saturday Night Special del 7 gennaio 2012, Jonze e Spade fanno coppia con Jason Wayne e battono il trio formato da Rudy Switchblade, Marcus Anthony e Jessie Godderz. Proprio questi ultimi due, li sconfiggono la settimana seguente, strappandogli le cinture di coppia. Tuttavia, il 18 gennaio, Jonze e Spade battono Godderz e Anthony nel rematch riconquistando gli allori.

## Titoli e riconoscimenti
Ohio Valley Wrestling
- OVW Television Championship (1)
- OVW Southern Tag Team Championship (3 - 2 con Johnny Spade - 1 con Raul LaMotta)